# Network Movie
Network Movie produziert seit Firmengründung im Jahr 1998 Fernsehfilme, Kinofilme, Serien, Reihen und Mehrteiler sowie internationale Koproduktionen. Die Firma ist eine hundertprozentige Tochter von ZDF Studios, produziert für das ZDF, weitere öffentlich-rechtliche und private Sender in Deutschland, ebenso wie für nationale und internationale Streamingdienste. In der Geschäftsführung sind Wolfgang Cimera, Bernd von Fehrn und Lasse Scharpen, der im Jahr 2020 den Sitz „Studio Zentral“ in Berlin initiiert hat.
Network Movie produziert beispielsweise die Fernsehreihen Nord Nord Mord (seit 2011), Einsatz in Hamburg (2000–2013), Nachtschicht (seit 2002), Liebe, Babys und ein großes Herz (2006–2012), Unter anderen Umständen (seit 2006), Der Kommissar und das Meer (2007–2021), Stralsund (seit 2009), Katie Fforde (2010–2021), Neben der Spur (2015–2022), Solo für Weiss (seit 2016), Helen Dorn (seit 2014) sowie die Serien SOKO Köln, SOKO Hamburg, Bettys Diagnose, Stolberg, Im Knast, Da kommt Kalle, Jenseits der Spree, Wir, Liebe. Jetzt! und Himmel und Erde (2022), eine ZDFneo-Serie von ukrainischen Filmschaffenden.
Häufig wird in Hamburg, Köln, Berlin und München gedreht, aber auch in Spanien, Tschechien, Belgien, Südafrika, Argentinien, Schweden, Türkei, Italien, Namibia oder den USA. Als internationaler Koproduzent ist die Firma beteiligt an Filmen wie Ingmar Bergmans Sarabande, Wim Wenders’ Don’t Come Knocking, Love Is All You Need sowie den internationalen Serien West of Liberty und The Team sowie den Kino-Koproduktionen Deutschstunde (2019), Der Passfälscher (2022) oder Nahschuss (2021).

## Standorte
Die Filmproduktion arbeitet an vier Standorten: im Kölner Mediapark, im Hamburger Slomanhaus am Baumwall, in München und mit Studio Zentral in Berlin.

## Ausgezeichnete Produktionen (Auswahl)
Jenseits (1999) im Auftrag des ZDF
- Fernsehfilmpreis der Deutschen Akademie der Darstellenden Künste  für Max Färberböck in der Kategorie „Buch und Regie“ 2001
- Deutscher Fernsehpreis für Carl-Friedrich Koschnick in der Kategorie „Beste Kamera“ 2001
- Internationaler Fernsehpreis von Monte Carlo 2001

Rette deine Haut (1999) im Auftrag des ZDF
- Fernsehfestival Rencontres Internationales de Television in Reims in der Kategorie „Bester Ausländischer Film“ 2002

Verbotene Küsse (2001) im Auftrag des ZDF
- Deutscher Fernsehpreis für Andreas Schäfer in der Kategorie „Beste Musik“ und für Holly Fink in der Kategorie „Beste Kamera“ 2002

Mord am Meer (2004) im Auftrag des ZDF
- TV-Produzenten-Preis Filmfest Hamburg 2004
- Fernsehfilmpreis der Deutschen Akademie der Darstellenden Künste für Nadja Uhl in der Kategorie „Beste Schauspielerin“ 2005
- Sonderpreis der Jury auf dem Fernsehfilm-Festival Baden-Baden für Nadja Uhl 2005
- Auszeichnung „Bronze World Medal“ in der Kategorie „Drama“ bei New York Festivals 2006
- Nominierung Deutscher Fernsehpreis in der Kategorie „Beste Regie Fernsehfilm“ 2005
- Nominierung Goldene Kamera in der Kategorie „Bester deutscher Fernsehfilm“ 2006
- Nominierung Adolf-Grimme-Preis in der Kategorie „Fiktion & Unterhaltung“ 2006
- Nominierung Deutscher Kamerapreis Kategorie „Fernsehspiel“ für Hannes Hubach 2005

Die Nachrichten (2005) im Auftrag des ZDF
- Fernsehfilmpreis der Deutschen Akademie der Darstellenden Künste 2005
- Bayerischer Fernsehpreis in der Kategorie „Regie“ 2006
- 42. Adolf-Grimme-Preis in der Kategorie „Buch“ für Alexander Osang und in der Kategorie „Regie“
- Deutscher Fernsehpreis in der Kategorie „Regie Fernsehfilm/Mehrteiler“ für Matti Geschonneck und in der Kategorie „Beste Schauspielerin Fernsehfilm“ für Dagmar Manzel 2006
- Worldfest-Houston International Film Festival - „Silver Remi Award“ in der Kategorie „Feature Made For Television/Cable“ 2006

Duell in der Nacht (2007) im Auftrag des ZDF
- Deutscher Fernsehkrimipreis 2008
- Nominierungen für den Deutschen Fernsehpreis und den Adolf-Grimme-Preis 2008

Einsatz in Hamburg – Die letzte Prüfung (2007) im Auftrag des ZDF
- 3sat-Zuschauerpreis des Fernsehfilm-Festivals Baden-Baden 2007

Entführt (2008) im Auftrag des ZDF
- Goldene Kamera in der Kategorie „Bester Fernsehfilm“ 2010
- Nominierung Goldene Kamera in der Kategorie „Bester Schauspieler“ für Heino Ferch  2010
- Nominierung Adolf-Grimme-Preis in der Kategorie „Fiktion“ 2010

Amigo – Tod bei Ankunft im Auftrag des ZDF
- New York Festival 2011 - Finalist Certificate in der Kategorie „TV Movie/Drama Special“
- FernsehKrimi-Festival Wiesbaden in der Kategorie „Beste Regie“ 2011

Lollipop Monster
- Prädikat „Besonders wertvoll“ von der Deutschen Film- und Medienbewertung FBW
- Bayerischer Filmpreis in der Kategorie „Beste Nachwuchsdarstellerin“ für Jella Haase und in der Kategorie „Beste Kamera“ für Hannes Hubach 2011
- Preis der deutschen Filmkritik in der Kategorie „Beste Filmmusik“ für Ingo Ludwig Frenzel 2011
- Femina Filmpreis in der Kategorie „Kostümbild“ für Julia Brandes 2011
- Nominierung Berlinale für den „Teddy Award“ 2011
- Nominierung „New Faces Award“ 2011 für Sarah Horváth

Nachtschicht – Ein Mord zu viel im Auftrag des ZDF
- Nominierung Deutscher Fernsehpreis in der Kategorie „Bester Schauspieler“ für Mišel Matičević 2011

Nachtschicht – Wir sind die Polizei im Auftrag des ZDF
- Nominierung Adolf-Grimme-Preis in der Kategorie „Fiktion/Spezial“ 2011

Die Lehrerin im Auftrag des ZDF
- Sonderpreis Günter-Rohrbach-Filmpreis für Anna Loos 2011
- Bayerischer Fernsehpreis in der Kategorie „Beste Schauspielerin“ für Anna Loos 2012
- Nominierung Adolf-Grimme-Preis in der Kategorie „Fiktion“ 2012
- Nominierung Günter-Rohrbach-Filmpreis 2011

SOKO Köln: Der letzte Einsatz im Auftrag des ZDF
- Nominierung für den Deutschen Kamerapreis in der Kategorie „Schnitt Fernsehserie“ für Darius Simaifar 2012

Kommissar Stolberg im Auftrag des ZDF
- Nominierung für den Jupiter Award in der Kategorie „Beste TV-Serie (National)“ 2013

Das Ende einer Nacht (2012) im Auftrag des ZDF
- Deutscher Fernsehpreis in den Kategorien „Bester Fernsehfilm“ und „Beste Schauspielerin“ für Ina Weisse und Barbara Auer 2012
- Günter-Rohrbach-Filmpreis für Barbara Auer und Ina Weisse in der Kategorie „Beste Darstellerinnen“ 2012
- Goldene Kamera in der Kategorie „Bester Fernsehfilm“ 2013
- Nominierung Bambi in der Kategorie „Beste Schauspielerin National“ für Barbara Auer
- Nominierung für die Goldene Kamera in der Kategorie „Beste Hauptdarstellerin“ Ina Weisse 2013
- Nominierung Grimme-Preis 2013

Love Sucks (2024) im Auftrag von ZDFneo
- Bernd Burgemeister Fernsehpreis in der Kategorie „Beste TV-Serie“

Auszeichnungen für internationale Koproduktionen
Die fünfte Frau wurde beim 1. Fernsehfestival in Venedig mit dem Hauptpreis als „Beste Miniserie“ prämiert und auf der Cologne Conference mit dem „TV-Spielfilmpreis 2002“ ausgezeichnet. Der Mann ohne Vergangenheit von Aki Kaurismäki (u. a. drei Preise in Cannes 2002, Oscar-Nominierung 2003), Reconstruction von Christoffer Boe (u. a. „Camera d’Or“ Cannes 2003), der Film wurde im gleichen Jahr von Dänemark für den Oscar „Foreign Language Film“ eingereicht. Don’t Come Knocking von Wim Wenders (u. a. „Beste Kamera“ Europäischer Filmpreis 2005), Trilogie 1 von Theo Angelopoulos (FIPRESCI-Preis Berlin 2004),  Gabrielle von Patrice Chéreau (u. a. „Lumière“-Preis für Isabelle Huppert), Adams Äpfel von Anders Thomas Jensen (u. a. Publikumspreis auf den Filmfestivals in Hamburg, São Paulo, Wisconsin und Warschau, drei dänische „Roberts“ etc.), Son of Rambow von Garth Jennings (u. a. Publikumspreis Locarno 2008). Der Überraschungserfolg Lost Persons‘ Area von Karoline Strubbe (u. a. Drehbuchpreis Cannes 2009). Außerdem erhielt Der letzte Weynfeldt, mit Stefan Kurt und Marie Bäumer in den Hauptrollen, zwei Schweizer Filmpreise und eröffnete 2011 die Cologne Conference.